# حقل أتروش

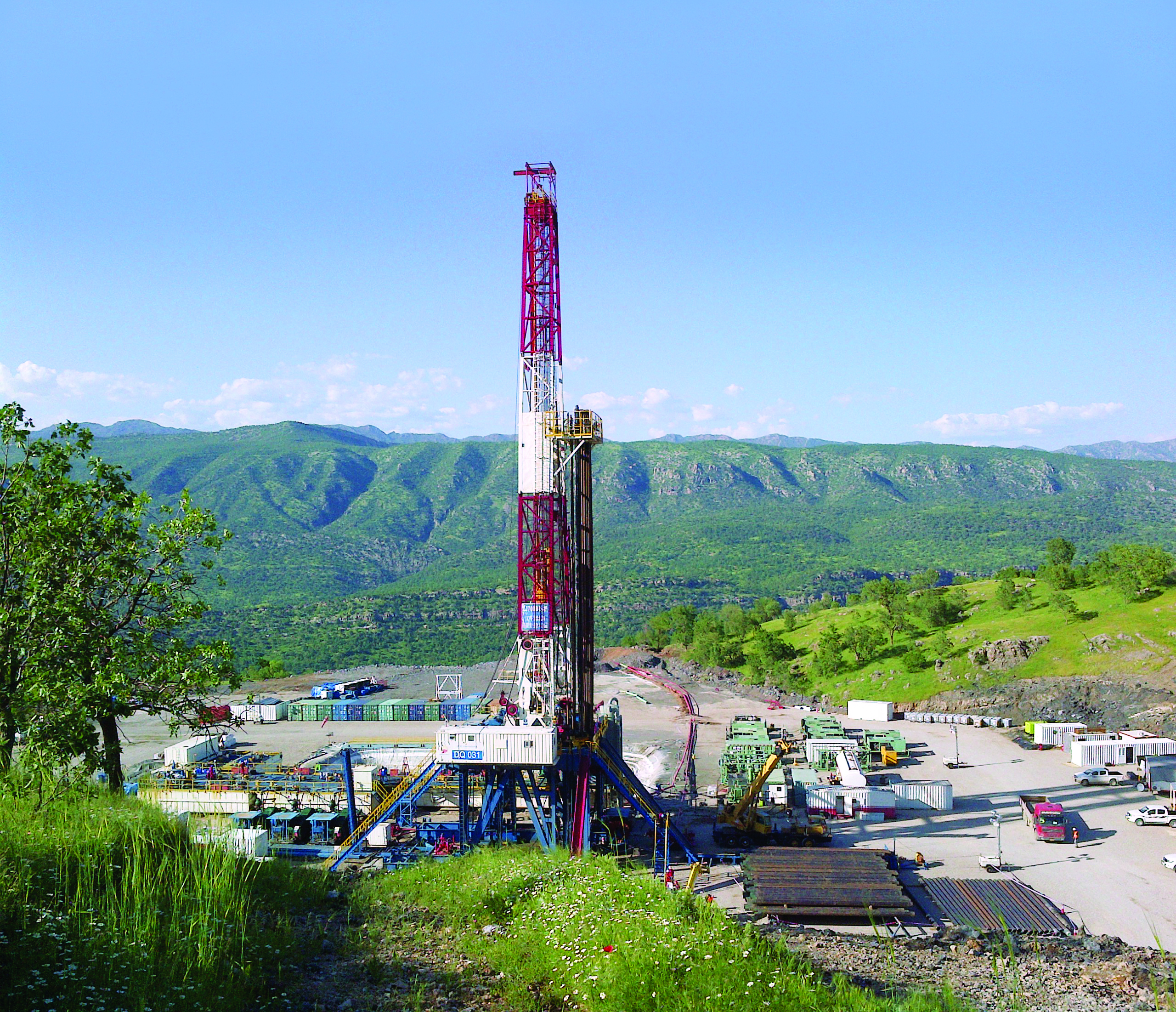
حقل أتروش التابع لشركة طاقة في إقليم كردستان العراق

حقل أتروش هو حقل نفط كربوني جوراسي متشقق يقع بالقرب من دهوك، كردستان العراق. اكتشفه اتحاد شركاء الاستكشاف العام. واعتبارًا من 12 مارس/آذار 2013، مارست حكومة إقليم كردستان خيارها في الاستحواذ على حصة حكومية بنسبة 25% من حقل أتروش بموجب عقد تقاسم الإنتاج.
امتلكت شركة جنرال إكسبلوريشن بارتنرز (GEP) 80% من أتروش، بالتعاون مع شركة أسبكت إنرجي إنترناشونال، التي امتلكت ثلثي أسهم GEP، وبذلك بلغت حصة أسبكت إنرجي إنترناشونال 53.2%. باعت أسبكت إنرجي إنترناشونال حصتها في GEP لشركة طاقة مقابل 600 مليون دولار أمريكي، مما أدى إلى نقل حصة أسبكت في GEP إلى طاقة. بقيت حصة شاماران عند 26.8% من أتروش، بينما تملك شركة ماراثون أويل النسبة المتبقية البالغة 20%.
في يونيو 2018، أعلنت شركة شاماران للبترول عزمها شراء حصة شركة ماراثون للبترول البالغة 15% في حقل أتروش، اعتبارًا من 1 يناير 2018. وستستحوذ شاماران على جميع أسهم شركة MOKDV، وهي الشركة الهولندية التابعة لماراثون، مقابل 63 مليون دولار أمريكي. ثم ستبيع شاماران حصة عاملة قدرها 7.5% لشركة طاقة مقابل 33 مليون دولار أمريكي. ومن المتوقع إتمام عملية البيع في الربع الأول من عام 2019.
بدأ النفط يتدفق عبر منشأة الإنتاج المركزية في أتروش في 3 يوليو 2017. في سبتمبر 2017، وُقِّعَت اتفاقية لبيع نفط أتروش بين شركة طاقة وشركائها وحكومة إقليم كردستان. وبموجب الاتفاقية، ستشتري حكومة إقليم كردستان النفط المُصدر من حقل أتروش عبر خط أنابيب عند حدود منطقة أتروش. ستجبر جودة النفط على تعديل السعر بنحو 16 دولارًا للبرميل أقل من سعر خام برنت المؤرخ. ستكون جميع تكاليف النقل المحلية والدولية رسومًا إضافية. ويستند هذا الخصم إلى مبادئ مماثلة لاتفاقيات بيع النفط الأخرى في إقليم كردستان العراق.

## اتفاقيات تسمية حقول أتروش
في عام 2014 بعد اجتماع لجنة إدارة أتروش ووزارة الموارد الطبيعية في حكومة إقليم كردستان نسخة محفوظة 12 مارس 2016 على موقع واي باك مشين. أُجرِيَت تغييرات في المصطلحات المستخدمة فيما يتعلق بالنشاط في حقل أتروش:
- "Atrush Block" و"Atrush PSC" و"Atrush Field" لم يتغيروا.[9]
- أُعيدت تسمية الهيكل (الذي كان يُشار إليه سابقًا باسم "هيكل أتروش") على اسم جبل تشيا خيري، أي هيكل تشيا خيري.[9]
- ستُعرف جميع مرافق الإنتاج باسم مرافق تشييا خيري.[9]
- ستظل الآبار المستقبلية متسلسلة ولكن سيتم الإشارة إليها باسم "تشيا خيري"، وهو الشكل المختصر "CK"، بدءًا من البئر رقم 5.[9]
- ستُعرف منصات الآبار باسم Chamanke A وB وما إلى ذلك.[9]
- ستحتفظ الآبار التاريخية، من AT-1 إلى AT-4، بتسمياتها الأصلية.[9]

## الآبار

### بئر أتروش-1 (AT-1)
حُفِر بئر أتروش-1 (AT-1) بنجاح في 5 أكتوبر/تشرين الأول 2010. بلغ معدل التدفق الطبيعي للبئر 6,393 برميلًا من النفط يوميًا. واكتشفت شركة جنرال إكسبلوريشن بارتنرز 726 مترًا من عمود النفط، و120 مترًا من المنبع الصافي. ومنذ ذلك الحين، أُخلي البئر نهائيًا.

### بئر أتروش-2 (AT-2)
حُفِرَ بئر أتروش-2 (AT-2) بنجاح في 23 مايو 2012. وبلغ تدفق البئر 42212 برميلًا من النفط يوميًا باستخدام مضخة غاطسة، ويُقدر أنه كان أعلى تدفق على الإطلاق في كردستان العراق. وقد أدار تصميم برنامج DST، بالإضافة إلى الإكمال الدائم، كل من دانيال ريدل وريتشارد شارب ودامون يارشنكو ويس ويتمان مع تقديم دعم التنفيذ الرئيسي من قبل المقاولين الأساسيين. أُنتُهِيَ من إنتاج AT-2 في الربع الثالث من عام 2016.

### بئر أتروش-3 (AT-3)
يُعتقد أن بئر أتروش-3 (AT-3) حُفِر في 26 مارس 2013 ولكن لا توجد معلومات تؤكد ذلك حتى الآن.

#### ملخص بئر AT-3
في ديسمبر 2018، عُمِل على البئر كبئر إنتاج للنفط الثقيل وهي الآن جاهزة لاختبار البئر الممتدة للنفط الثقيل.

### بئر أتروش-4 (AT-4)
حُفِرَ بئر أتروش-4 (AT-4) في عام 2014، وهو البئر الثاني الذي حُفِرَ لدعم منشأة المرحلة الأولى.

#### ملخص بئر AT-4
- بئر منحرف بزاوية عالية. كانت أقصى زاوية للثقب ٨٢ درجة. أثبت هذا إمكانية تطوير الحقل باستخدام آبار اتجاهية في مواجهة تضاريس وعرة للغاية.[9]
- حُفِرَ البئر من منصة AT-1، والتي تعرف بشكل صحيح باسم Chamanke-A.[9]
- يبلغ مستوى الخزان الجوراسي حوالي 72 مترًا أعلى مما كان عليه عندما اُكتُشِفَ في AT-1.[9]
- أُجرِيَ اختبارين محدودين للعينات السائلة.[9]
- بلغ المعدل الإجمالي لإنتاج السوائل أكثر من 9,000 برميل (1,400 م3) من الزيت يوميًا من زيت 26°API.[9]
- لم يكن هناك أي إشارة إلى وجود غطاء للغاز.[9]
- أُجري أيضًا اختبار تداخل. أظهر الاختبار اتصالًا فوريًا بالضغط مع AT-2.[9]
- عُلِّقَ إنتاج AT-4 كمنشأة للمرحلة الأولى.[9]
- اُنتُهِيَ من إنتاج AT-4 في الربع الثالث من عام 2016.
- أُجرِيَت محاولات تنظيف خلال عام 2018، لكنها أسفرت عن إنتاجية مخيبة للآمال، حيث تنتظر البئر الآن العمل على مضخة أصغر.[7]

### بئر تشييا خيري-5 (CK-5)
اُنتُهِيَ من بئر تشيا خيري-5 (CK-5)  في الربع الثالث من عام 2015.

### بئر تشييا خيري-6 (CK-6)
يبلغ عمق بئر التقييم المرحلة الثانية في تشيا خيري-6 (CK-6) 2105 أمتار. وصلت البئر التي تديرها شركة طاقة إلى TD في 5 نوفمبر 2014، بعد 36 يومًا من التشغيل. يقع جزء من الجزء الشرقي من كتلة أتروش على منصة Chamanke C. هذه المنصة هي أيضًا موقع AT-3. CK-6 هو بئر اتجاهي، حُفِرَ في اتجاه SSE من السطح. واجهت CK-6 خزان العصر الجوراسي على ارتفاع أعلى (≈139 مترًا) من بئر AT-3 القريبة. اعتبارًا من يناير 2019، تنتظر البئر إعادة العمل لتصبح بئر مراقبة أثناء اختبار بئر النفط الثقيل الممتد لـ AT-3.
أُعيد إكمال البئر في فبراير 2019 وبدأ الإنتاج في مايو 2019 بمعدل 4,500 برميل (720 م3) من النفط يوميا.

#### اختبار الآبار
- التكوين: آلان[13]
- الفاصل المثقوب: ١٢ مترًا[13]
- باستخدام مضخة غاطسة كهربائية (ESP) ورافعة نيتروجينية، أُنتِج النفط الثقيل بمعدل منخفض.[13]
- كان الفاصل الزمني للاختبار هو الأعمق الذي استُخرج منه النفط. عند عمق -٤٦٠ مترًا تحت مستوى سطح البحر، وُجد أن نفط CK-6 أعمق بحوالي ٢٠٠ متر من النفط المُستخرج من المكمن المُماثل في البئر AT-2.[13]
- كانت لزوجة النفط المُستخرج أقل من لزوجة النفط من AT-2.[13]

### بئر تشييا خيري-7 (CK-7)
بدأت عمليات حفر وتقييم آبار تشيا خيري-7 (CK-7) قبل 19 سبتمبر 2017. تقع البئر CK-7 في المنطقة الوسطى من حقل أتروش. تقع البئر المنتجة، AT-2، على بُعد حوالي 3 كيلومترات شرقًا، بينما تقع البئر AT-3 على بُعد 3.5 كيلومتر غربًا. يُرجح حفر البئر من منصة تشامانكي إي. تهدف هذه العمليات إلى إضافة بئر منتجة أخرى من خلال تقييم الإمكانات التجارية لتكوين موس، وتقليل الغموض في تحديد عمق منطقة انتقال النفط المتوسط إلى الثقيل. من المتوقع أن يصل البئر إلى عمق إجمالي يبلغ 1575 مترًا خلال 52 يومًا، باستخدام منصة الحفر رومفور 25.

### بئر تشييا خيري-8 (CK-8)
أُنتُهِيَ من بئر تشيا خيري-8 (CK-8) في الربع الثالث من عام 2015

### بئر تشييا خيري-9 (CK-9)
حُفِرَ بئر التخلص من المياه تشييا خيري-9 (CK-9) بنجاح كما هو مخطط له وهو جاهز لحقن المياه.

### بئر تشييا خيري-10 (CK-10)
حُفِر بئر تشيا خيري-10 (CK-10) في يونيو 2018 ورُبِطَ بالمنشأة في يوليو 2018.

### بئر تشييا خيري-11 (CK-11)
تشييا خيري-11 (CK-11) هو بئر إنتاج مملوء منحرف، يقع على منصة تشامانكي-جي، والذي حٌفِرَ في 3 يناير 2019، وتكوين سارجيلو هو الهدف.
حُفِرَ البئر إلى عمقها النهائي بحلول منتصف مارس، وبدأ الإنتاج في 10 مايو 2019، وأنتج 5,500 برميل (870 م3) من النفط يوميًا (خلال شهر يوليو 2019) وزاد إلى 8,500 برميل (1,350 م3) من النفط يوميًا في سبتمبر 2019.

### بئر تشييا خيري-12 (CK-12)
تشيا خيري-12 (CK-12) هو بئر إنتاج مملوء منحرف يبلغ طوله 2400 متر، ويقع على منصة تشامانكي-إي التي حُفِرَ في عام 2019، وشُغِّل البئر في الإنتاج في 10 أغسطس 2019.
حُفر بئر CK-12 إلى عمقه النهائي في نهاية 19 مايو 2019، حيث وُجد أن المكمن أعمق بـ 25 مترًا مما كان متوقعًا. تُرك بئر CK-12 مُغلّفًا ومُعلّقًا حتى استُخدمت منصة إصلاح لإكماله في يوليو 2019. بدأ الإنتاج في 10 أغسطس 2019. يُنتج CK-12 حاليًا بمعدل 2,000 برميل (320 م3) من النفط يوميًا من تكوين موس.

### بئر تشييا خيري-13 (CK-13)
تقع بئر تشيا خيري-13 (CK-13) في تشامانكي-إي، وهي بئر إنتاج منحرفة بعمق 2340 مترًا حُفِرَ في يونيو 2019، وحُفِرَت حتى TD بحلول 19 أغسطس 2019، وبدأت الإنتاج في 18 سبتمبر 2019 بمعدل 6,000 برميل (950 م3) من النفط يوميًا. صادف هذا البئر التكوين المستهدف على عمق أقل من المتوقع بمقدار 23 مترًا. يُشاع أن فشل جيولوجي التطوير، وجيولوجي تشغيل الآبار، والمدير الجيولوجي في شركة طاقة في التنبؤ الدقيق بأعماق التكوين يُمثل نقطة خلاف في الشراكة.

### بئر تشييا خيري-14 (CK-14)
لم يُعلن علنًا عن أي ذكر لـ CK-14 على الإطلاق.

### بئر تشيا خيري-15 (CK-15)
تشيا خيري-15 (CK-15) هو بئر إنتاج مملوء منحرف في موقع حفر تشامانكي-جي. بدأ حفر البئر في 5 أكتوبر/تشرين الأول 2019، وبدأ تشغيله في 8 ديسمبر/كانون الأول 2019.

### اختبار البئر الممتدة للنفط الثقيل (HOEWT)
خلال عام 2018، قام المُشغِّل بتركيب معدات لاختبار آبار النفط الثقيل. ستوفر هذه المعدات 5,000 برميل (790 م3) من النفط يوميًا، طاقة معالجة إضافية في منصة تشامانكي سي، حيث يقع AT-3. من المتوقع أن يبدأ إنتاج النفط الثقيل في فبراير 2019.
في الواقع، تأخر تنفيذ مشروع HOEWT حتى منتصف أبريل، وشُغِّل البئر على الإنتاج في الربع الثالث من عام 2019.

### بئر تشييا خيري-16 (CK-16)
CK-16، بئر التخلص من المياه، يكمل البئر CK-9. وصلت البئر إلى TD في 20 مايو 2022، واُنتُهِيَ منها فوق خزان ساركي في يوليو 2022 وبدأ التخلص من المياه أيضًا في يوليو 2022.

### بئر تشييا خيري-17 (CK-17)
بدأ حفر واستكمال بئر CK-17 الجانبي (من المنصة A) في الموعد المحدد وضمن الميزانية المخصصة، وذلك للاستخراج من خزان جوراسيك سارجيلو العلوي، في الأول من أبريل/نيسان 2021. وفي يوليو/تموز 2022، خضعت البئر لعملية صيانة لزيادة الإنتاج. وكان من المتوقع اكتمالها بحلول أغسطس/آب 2022.

### بئر تشييا خيري-18 (CK-18)
وفقًا لمنشور على موقع لينكد إن لمدير الحفر والإكمال في شركة طاقة خلال أسبوع 6 سبتمبر 2022، وصلت البئر CK-18 (المنصة G) بنجاح إلى عمق الحفر (TD) كأول بئر أفقي في منطقة أتروش. كما ذكر المدير أن طول التصريف الأفقي بلغ 1016 مترًا. حُفِر بئر الإنتاج CK-18 في أتروش، المستخرج من منصة Chamanke G، بعمق إجمالي في سبتمبر 2022، بقسم يبلغ طوله 950 مترًا حُفر أفقيًا عبر تكوين موس الجوراسي السفلي. يجري حاليًا تحويل مسار البئر، ومن المتوقع إعادة إكماله خلال عام 2023.

### بئر تشييا خيري-19 (CK-19)
في أكتوبر 2022، حُفِر بئر الإنتاج أتروش، CK-19، من منصة تشامانكي سي. يستهدف البئر تكوين سارجيلو الجوراسي العلوي، ومن المتوقع أن يبدأ الإنتاج في الربع الأول من عام 2023.

### بئر تشييا خيري-20 (CK-20)
حُفِر بئر الإنتاج CK-20 من منصة Chamanke E في فبراير 2023. وحُفِر البئر إلى عمق إجمالي يبلغ 1753 مترًا واُنتُهِيَ منه فوق العصر الجوراسي العلوي في أبريل 2023.

### الآبار المستقبلية
حفر واستكمال آبار إنتاج إضافية. من المقرر حفر أحد الآبار من منصة Chamanke-A على بعد عدة مئات من الأمتار إلى الغرب من AT-1. وستُحفر الآخر من منصة Chamanke-G الواقعة جنوب شرق AT-1 وجنوب غرب CK-5. وأشارت البئر من Chamanke-A إلى أنه أُلعِيَت خطط بناء منصة Chamanke-D إلى الغرب من Chamanke-A. ويقال إن هذا يرجع إلى عدم قدرة فريق التفاوض على الأراضي التابع لشركة TAQA على تأمين العقار وعدم كفاءة فريق بناء المرافق لبناء منصة قبل عام 2024. وكانت هناك تكهنات بأن هذه الآبار لن تُحفَر في عامي 2021 أو 2022 حيث ورد أن شركة TAQA طردت جيولوجي العمليات لديها، والذي سيكون وجوده إلزاميًا أثناء الحفر. ثبت خطأ هذا التكهن بحفر بئرين في عام 2022. في الواقع، كان من المقرر أن تبلغ النفقات الرأسمالية لشركة أتروش لعام 2022 116 مليون دولار (32 مليون دولار صافي لشركة شاماران). يشمل هذا البرنامج الرأسمالي حفر وإكمال ثلاثة آبار تطوير، بما في ذلك بئر لحقن المياه.

### الآبابر المنتجة
يوجد إجمالي أحد عشر بئرًا منتجة: أتروش-2، ("AT-2") و تشيا خيري-5 ("CK-5") و تشيا خيري-7 ("CK-7") و تشيا خيري-8 ("CK-8") وتشيا خيري-10 ("CK-10"). في عام 2019، تمت إضافة تشيا خيري-6 ("CK-6") و تشيا خيري-11 ("CK-11") و تشيا خيري-12 ("CK-12") و تشيا خيري-13 ("CK-13") أيضًا كآبار إنتاج. في ديسمبر 2019، أُدرِج أيضاً تشيا خيري-15 ("CK-15") كبئر إنتاج. أُضيف البئر CK-17 كبئر إنتاج. بئر إنتاج أتروش CK-18، في سبتمبر 2022. في أكتوبر 2022، بُدِء في حفر بئر إنتاج أتروش CK-19.

### حشوات الآبار
- Chamanke A[7] اُنتُهِيَ من البناء، وحُفِرَ AT-1، AT-4، CK-5، CK-8 وCK-17 هنا.
- Chamanke B[7] اُنتُهِيَ من البناء، وحُفِرَ AT-2 هنا، ويشار إلى المنصة عادةً باسم PF-1 لأنها موطن منشأة الإنتاج.
- اُنتُهِيَ من بناء بئر شامانكي سي[7] ، وحُفِر الآبار AT-3 وCK-6 وCK-19 هنا. وهذا هو المكان الذي أُجري فيه اختبار بئر النفط الثقيل الممتد.
- Chamanke D الموقع المقترح هو 2 كم غرب شامانكي أ
- Chamanke E[7] اُنتُهِيَ من البناء، الموقع هو 2 كم شرق شامانكي ب وهو موقع CK-7 وCK-10 وCK-12 وCK-13
- Chamanke F الموقع المقترح هو شرق Chamanke C
- Chamanke G[7] اُنتُهِيَ من البناء، والموقع هو شمال شرق Chamanke B وحٌفِرَ CK-9 وCK-11 وCK-15 وCK-16 وCK-18 من هنا.

## مرافق
30,000 برميل (4,800 م3) من النفط يوميًا اُنتُهيَ من المرحلة الأولى من المرافق. اعتبارًا من 29 سبتمبر 2017، حققت المنشأة تصديرًا يوميًا منتظمًا يزيد عن 22,000 برميل (3,500 م3) من مكافئ النفط. من المتوقع أن يزيد إنتاج المنشأة إلى 30,000 برميل (4,800 م3) من المكافئ النفطي يوميًا خلال عام 2017.
في يونيو 2018، أبلغت شركة شمران للبترول عن انسداد جزئي في المبادل الحراري لمنشأة الإنتاج. حُلّلت عينات من الرواسب، وتبيّن أن الانسداد ناجم عن الملح. ويُرجّح أن يكون المصدر الأكثر احتمالاً للملح هو فاقد سوائل الحفر الناتجة عن حفر البئرين CK-5 وAT-2. نُظِّفَ المبادل الحراري. وقد أدت عملية تجريبية لحقن المياه العذبة في رأس البئر CK-5 وفصل المياه المالحة عند فاصل منشأة الإنتاج إلى انخفاض كبير في كمية الملح في النفط الخام المُراد معالجته للتصدير.
اعتبارًا من يونيو 2018، يُصَدَّر ما يقرب 20,000 برميل (3,200 م3) من النفط المُعالج يومياً. سيستمر حقن المياه عند رأس البئر مع زيادة الإنتاج تدريجيًا، حيث يراقب موظفو الحقل المنشأة عن كثب. حقن المياه محدود بسبب صغر سعة التخلص اليومية، وبمجرد اكتمال بئر التخلص من المياه CK-9 في النصف الثاني من عام 2018، ستزداد السعة. بلغ متوسط الإنتاج اليومي لعام 2018 حوالي 22,200 برميل (3,530 م3) من النفط يوميا، وكان المعدل في نهاية ديسمبر 2018، 27,500 برميل (4,370 م3) من النفط يوميا.
خلال عام 2019، اُزيلت الاختناقات في منشأة إنتاج النفط التي تبلغ طاقتها 30,000 برميل (4,800 م3) يومياً. 
بلغ متوسط الإنتاج لشهر نوفمبر 2019 نحو 43,360 برميل (6,894 م3) من النفط يومياً.
رُكِّبَت منشأة الإنتاج المبكر (EPF) في منصة Chamanke E في الربع الثالث من عام 2019. وتبلغ سعة منشأة الإنتاج المبكر 10000 برميل يوميًا.

## خط الأنابيب
- اُنتُهِيَ من مشروع خط الأنابيب[32]
- يتكون خط الأنابيب من 4 أقسام.[32]
  - 25 سنتيمتر (10 بوصة) خط فرعي من منشأة المرحلة الأولى إلى محطة التنظيف بالفرشاة المتوسطة وتخفيض الضغط
  - 30 سنتيمتر (12 بوصة) خط فرعي من محطة التنظيف المتوسطة وتخفيض الضغط إلى حدود كتلة أتروش الجنوبية
  - 30 سنتيمتر (12 بوصة) خط التغذية من حدود كتلة أتروش الجنوبية إلى الحدود الجنوبية لكتلة شيكان
  - 91 سنتيمتر (36 بوصة) خط تغذية من الحدود الجنوبية لحقل شيخان إلى خط أنابيب التصدير الكردي.

## بيانات الإنتاج الشهرية
| تاريخ       | حجم (bbl/d) | حجم (m3/d) | تعليق                                    |
| ----------- | ----------- | ---------- | ---------------------------------------- |
| يوليو 2017  | 4,800       | 760        |                                          |
| أغسطس 2017  | 18,300      | 2,910      |                                          |
| سبتمبر 2017 | 21,400      | 3,400      |                                          |
| أكتوبر 2017 | 13,300      | 2,110      | أُغلِقَت المنشأة لمعالجة قيود الإنتاج       |
| نوفمبر 2017 | 25,400      | 4,040      |                                          |
| ديسمبر 2017 | 26,300      | 4,180      |                                          |
| يناير 2018  | 26,600      | 4,230      |                                          |
| فبراير 2018 | 23,900      | 3,800      |                                          |
| مارس 2018   | 20,200      | 3,210      | مرافق سدادات الملح المنتجة من الخلف      |
| أبريل 2018  | 11,900      | 1,890      |                                          |
| مايو 2018   | 15,100      | 2,400      |                                          |
| يونيو 2018  | 20,100      | 3,200      |                                          |
| يوليو 2018  | 19,100      | 3,040      | أوقف التشغيل لربط CK-7 وCK-10            |
| أغسطس 2018  | 21,400      | 3,400      | انقطاعات متكررة في خطوط الأنابيب         |
| سبتمبر 2018 | 24,500      | 3,900      | عمود مزيل الطلاء المسطح                  |
| أكتوبر 2018 | 26,800      | 4,260      |                                          |
| نوفمبر 2018 | 28,200      | 4,480      |                                          |
| ديسمبر 2018 | 27,500      | 4,370      | CK-10 ESP فشل                            |
| يناير 2019  | 26,900      | 4,280      |                                          |
| فبراير 2019 | 23,500      | 3,740      | إغلاق خط أنابيب التصدير لمدة 7 أيام      |
| مارس 2019   | 28,100      | 4,470      |                                          |
| أبريل 2019  | 29,000      | 4,600      |                                          |
| مايو 2019   | 28,600      | 4,550      | تنظيف المرجل المعاد تسخينه وفشل CK-8 ESP |
| يونيو 2019  | 27,100      | 4,310      | بديل CK-8 ESP                            |
| يوليو 2019  | 33,900      | 5,390      | CK-8 ESP أونلاين                         |
| أغسطس 2019  | 35,300      | 5,610      | CK-12 أونلاين                            |
| سبتمبر 2019 | 30,285      | 4,815      |                                          |
| أكتوبر 2019 | 38,040      | 6,048      |                                          |
| نوفمبر 2019 | 43,360      | 6,894      |                                          |
| ديسمبر 2019 | 43,400      | 6,900      |                                          |
| يناير 2020  | 47,800      | 7,600      |                                          |
| فبراير 2020 | 45,700      | 7,270      |                                          |
| مارس 2020   | 46,100      | 7,330      |                                          |
| أبريل 2020  | 46,800      | 7,440      |                                          |
| مايو 2020   | 46,500      | 7,390      |                                          |
| يونيو 2020  | 47,000      | 7,500      |                                          |
| يوليو 2020  | 47,000      | 7,500      |                                          |
| أغسطس 2020  | 46,100      | 7,330      |                                          |
| سبتمبر 2020 | 44,900      | 7,140      |                                          |
| أكتوبر 2020 | 43,600      | 6,930      |                                          |
| نوفمبر 2020 | 39,800      | 6,330      |                                          |
| ديسمبر 2020 | 38,700      | 6,150      |                                          |
| يناير 2021  | 37,600      | 5,980      |                                          |
| فبراير 2021 | 37,700      | 5,990      |                                          |
| مارس 2021   | 39,100      | 6,220      |                                          |
| أبريل 2021  | 42,100      | 6,690      |                                          |
| مايو 2021   | 41,900      | 6,660      |                                          |
| يونيو 2021  | 34,500      | 5,490      |                                          |
| يوليو 2021  | 42,100      | 6,690      |                                          |
| أغسطس 2021  | 41,400      | 6,580      |                                          |
| سبتمبر 2021 | 40,100      | 6,380      |                                          |
| أكتوبر 2021 | 37,800      | 6,010      |                                          |
| نوفمبر 2021 | 28,000      | 4,500      |                                          |
| ديسمبر 2021 | 39,700      | 6,310      |                                          |
| يناير 2022  | 38,400      | 6,110      |                                          |
| فبراير 2022 | 39,000      | 6,200      |                                          |
| مارس 2022   | 39,000      | 6,200      |                                          |
| أبريل 2022  | 39,900      | 6,340      |                                          |
| مايو 2022   | 38,500      | 6,120      |                                          |
| يونيو 2022  | 37,100      | 5,900      |                                          |
| يوليو 2022  | 36,500      | 5,800      |                                          |

تُقَرَّب أرقام ما قبل عام 2019 للبرميل إلى أقرب 100 برميل يوميًا.
وُلِّدَت بيانات عام 2019 وما بعده، دون ذكر مصادر محددة، باستخدام برنامج لتقييم الرسوم البيانية المنشورة. هذه الأرقام تقديرية وقابلة للتغيير.

## الاحتياطيات المقدرة (31 ديسمبر 2017)
|                                  | مثبت                             | مثبت                             | المجموع                          | محتمل                            | المجموع الكلي المثبت             | ممكن                             | المجموع الكلي الذي تم إثباته     |
| متطور                            | غير متطور                        | مثبت                             | & محتمل                          | محتمل                            | محتمل وممكن                      | ممكن                             |                                  |
| نفط خفيف/متوسط (مليون برميل) (1) | نفط خفيف/متوسط (مليون برميل) (1) | نفط خفيف/متوسط (مليون برميل) (1) | نفط خفيف/متوسط (مليون برميل) (1) | نفط خفيف/متوسط (مليون برميل) (1) | نفط خفيف/متوسط (مليون برميل) (1) | نفط خفيف/متوسط (مليون برميل) (1) | نفط خفيف/متوسط (مليون برميل) (1) |
| -------------------------------- | -------------------------------- | -------------------------------- | -------------------------------- | -------------------------------- | -------------------------------- | -------------------------------- | -------------------------------- |
| الإجمالي (2)                     | 4,211                            | 3,026                            | 7,237                            | 12,385                           | 19,622                           | 12,020                           | 31,641                           |
| صافي (3)                         | 2,975                            | 1,673                            | 4,648                            | 6,347                            | 10,996                           | 3,999                            | 14,995                           |
| النفط الثقيل (مليون برميل) (1)   |                                  |                                  |                                  |                                  |                                  |                                  |                                  |
| الإجمالي (2)                     | -                                | 282                              | 282                              | 745                              | 1,026                            | 685                              | 1,711                            |
| صافي (3)                         | -                                | 181                              | 181                              | 394                              | 575                              | 236                              | 811                              |

(1) إن التقسيم الفعلي بين النفط الخفيف/المتوسط والنفط الثقيل غير مؤكد.
(2) بناءً على حصة الشامران البالغة 20.1 بالمائة.
(3) بناء على حصة شماران.

## خريطة

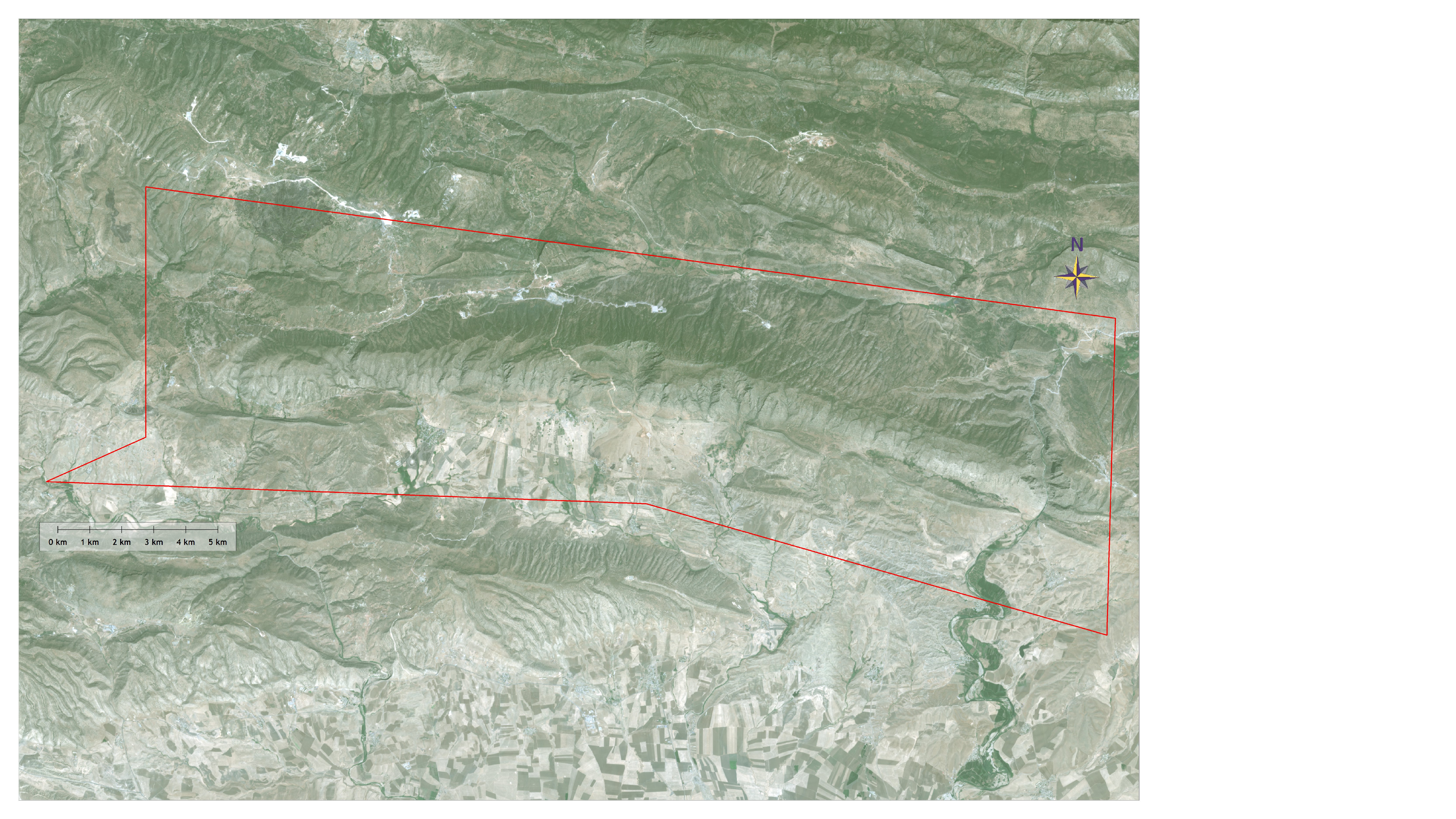
حقل أتروش من الفضاء مع حدود الكتلة باللون الأحمر، اُلتُقِطَت في 4 سبتمبر 2018، بواسطة وكالة الفضاء الأوروبية - أُنتِجَت صورة ESA من بيانات الاستشعار عن بعد الخاصة بـ ESA والتي عولِجَت بواسطة SNAP Desktop 6.0.3

## الموارد الطارئة المقدرة (31 ديسمبر 2017)
|                             | النفط الخفيف والمتوسط (MBBL) (3) | النفط الخفيف والمتوسط (MBBL) (3) | النفط الخفيف والمتوسط (MBBL) (3) | النفط الثقيل (MBBL) (3) | النفط الثقيل (MBBL) (3) | النفط الثقيل (MBBL) (3) | الغاز الطبيعي (MMCF) | الغاز الطبيعي (MMCF) | الغاز الطبيعي (MMCF) |
| --------------------------- | -------------------------------- | -------------------------------- | -------------------------------- | ----------------------- | ----------------------- | ----------------------- | -------------------- | -------------------- | -------------------- |
| الموارد الطارئة (1)(2)      | إجمالي                           | حصة شاماران                      | حصة شاماران                      | إجمالي                  | حصة شاماران             | حصة شاماران             | إجمالي               | اهتمامات الشاماران   | اهتمامات الشاماران   |
| الموارد الطارئة (1)(2)      | 100%                             | الإجمالي (4)                     | صافي (5)                         | 100%                    | الإجمالي (4)            | صافي (5)                | 100%                 | الإجمالي (4)         | صافي (5)             |
| تقدير منخفض (1 درجة مئوية)  | 67,796                           | 13,627                           | غير متوفر                        | 106,680                 | 21,479                  | غير متوفر               | 25,477               | 5,121                | غير متوفر            |
| أفضل تقدير (2C)             | 68,756                           | 13,820                           | غير متوفر                        | 227,412                 | 45,710                  | غير متوفر               | 46,895               | 9,426                | غير متوفر            |
| تقدير مرتفع (3 درجات مئوية) | 76,606                           | 15,398                           | غير متوفر                        | 372,875                 | 74,948                  | غير متوفر               | 73,477               | 14,769               | غير متوفر            |
| أفضل تقدير للمخاطرة         | 55,004                           | 11,056                           | غير متوفر                        | 181,930                 | 36,568                  | غير متوفر               | 2,343                | 471                  | غير متوفر            |